# جون رسل
جون رسل (بالإنجليزية: John Russell)‏ سياسي بريطاني (18 أغسطس 1792-28 مايو 1878).
تولى رئاسة الوزارة في بريطانيا مرتين: من 30 يونيو 1846 إلى 23 فبراير 1852 ومن 29 أكتوبر 1865 إلى 28 يونيو 1866.
جون راسل هو من الأحرار الكبار وكان أول المدافعين عن الإصلاح البرلماني. في العام 1832م أصبح زعيماً للمعارضة وفي العام 1846م أصبح رئيساً للوزراء عندما هزم المحافظون. كان يميل لحركة بريطانيا للبريطانيين بعد أن شغل منصب سكرتير للخارجية وساعد على إبقاء بريطانيا على الحياد في الحرب الأهلية الأمريكية. أصبح رئيساً للوزراء مرة ثانية عام 1865م لكنه تقاعد عندما هُزم حزبه.

## الخلفية والتعليم
ولد رسل صغيرًا وخديجًا في 18 أغسطس 1792 في أعلى المستويات الأرستقراطية البريطانية، لأنه الابن الثالث لجون رسل، الذي أصبح دوق بيدفورد السادس في وقت لاحق، وجورجيانا بنغ، ابنة جورج بينغ، فيكونت تورينغتون الرابع. كانت عائلة رسل واحدة من السلالات اليمينية الرئيسة في إنجلترا منذ القرن السابع عشر، ومن أغنى العائلات الأرستقراطية المالكة للأراضي في البلاد، لكن باعتباره الابن الأصغر للدوق السادس في بيدفورد لم يكن متوقعًا أن يرث ممتلكات العائلة. باعتباره الابن الأصغر لدوق، حمل اللقب التكريمي «اللورد جون رسل»، لكنه لم يأخذ حقوق لورد. لذا كان يجلس في مجلس العموم حتى أصبح إيرلًا في عام 1861 ونُقل إلى مجلس اللوردات.
بعد سحبه من مدرسة وستمنستر بسبب اعتلال صحته، تلقى رسل تعليمه من قبل معلمين خاصين. التحق بجامعة إدنبرة من عام 1809 إلى عام 1812، وسكن مع البروفيسور جون بليفير، الذي أشرف على دراسته. لم يحصل على شهادة. على الرغم من صغر حجمه – كان طوله دون 5 أقدام 4 وثلاثة أرباع البوصة (162 سم تقريبًا)-وسوء حالته الصحية، سافر كثيرًا في بريطانيا وفي القارة، وتولى القيادة برتبة نقيب في ميليشيا بدفوردشاير في 1810. خلال رحلاته القارية، التقى رسل بنابليون مدة 90 دقيقة في ديسمبر 1814 خلال نفي الإمبراطور لنابليون في إلبا.

## الحياة العامة

### بداية الحياة المهنية
دخل رسل مجلس العموم وكان ينتمي لحزب الأحرار في عام 1813. حصل المصلح المستقبلي على مقعده لأن والده دوق بيدفورد أمر 30 أو نحو ذلك من الناخبين من تافيستوك بإدخاله نائبًا في البرلمان على الرغم من أن رسل في ذلك الوقت كان خارج البلاد وتحت السن. في 1819، اعتنق رسل قضية الإصلاح البرلماني، وقاد الجناح الأكثر إصلاحية من حزب الأحرار طوال عشرينيات القرن التاسع عشر. حين وصل الحزب إلى السلطة في عام 1830 في عهد حكومة إيرل غراي، دخل رسل الحكومة بصفة مسؤول الدفع للقوات، وسرعان ما رُقي إلى وزير. كان أحد القادة الرئيسيين للكفاح من أجل قانون الإصلاح لعام 1832، ولُقب «جاك؟ النهائي» لأنه أعلن باستحسان أن قانون الإصلاح بات نهائيًا. في عام 1834، عندما نجح زعيم مجلس العموم، لورد آلثورب، في الحصول على مرتبة إيرل سبنسر، أصبح رسل زعيم حزب الأحرار في مجلس العموم. دفع هذا التعيين الملك ويليام الرابع إلى إنهاء حكومة لورد ملبورن، وهي المرة الأخيرة في التاريخ البريطاني التي يقيل فيها الملك رئيس الوزراء. ومع ذلك احتفظ رسل بمنصبه لبقية العقد، حتى سقط حزب الأحرار من السلطة في عام 1841. من هذا المنصب، واصل رسل قيادة الجناح الأكثر إصلاحية في حزب الأحرار، داعيًا إلى الحرية الدينية خصوصًا، ولعب بصفته وزيرًا للداخلية دورًا كبيرًا في إضفاء الطابع الديمقراطي على حكومات المدن البريطانية ماعدا لندن في أواخر ثلاثينيات القرن التاسع عشر. خلال عمله في البرلمان، مثّل لورد جون رسل مدينة لندن.
أكد إيه جيه بّي تايلور على الدور المركزي لرسل في توسيع نطاق الحريات وفي قيادة حزبه نحو الالتزام ببرنامج الإصلاح. في 1845، حين كان زعيمًا للمعارضة، أعلن رسل عن دعمه إبطال قوانين كورن، فأجبر رئيس الوزراء المحافظ سير روبرت بيل على اتباعه. في ديسمبر 1845، مع انقسام المحافظين حول هذه المسألة، طلبت الملكة فيكتوريا من رسل تشكيل حكومة، فعجز عن ذلك لأن لورد غراي رفض العمل مع لورد بالمرستون الذي سيكون وزير الخارجية. في يونيو السنة التالية، ألغيت قوانين كورن بدعم من حزب الأحرار. وفي اليوم نفسه، خسر مشروع قانون الإكراه الأيرلندي الذي اقترحه بيل، ولم يؤيده حزب الأحرار، فاستقال رئيس الوزراء. أصبح رسل رئيس الوزراء، ولم يرفض غراي تعيين بالمرستون في هذه المرة.

## روابط خارجية
- جون رسل على موقع الموسوعة البريطانية (الإنجليزية)